# Asja Lācis
Asja Lācis, nacida Anna Ernestowna Liepiņa (Līgatne, Letonia 19 de octubre de 1891 - Riga, 21 de noviembre de 1979) fue una directora y actriz de teatro letona.

## Vida
Nació en la hacienda Ķempji en Letonia. El padre era tapicero en una fábrica de vagones, mientras que la madre era tejedora y tenía una tienda pequeña. Después de asistir a la escuela secundaria en Riga, estudió desde 1912 tres semestres en la Facultad General de Instituto Psico-Neurológico en San Petersburgo. Muy pronto se entusiasmó con el teatro.
En San Petersburgo fue orientada por Vsévolod Meyerhold (1874 - ejecutado el 2 de febrero de 1940), cuyo «teatro de la convención consciente» escogió como modelo para su propio trabajo. Se interesó también mucho en la obra vanguardista de Mayakovski (1893 - Moscú, 1930), y en el trabajo del director Nikolai Jewreinow. 
Al año siguiente comenzó estudios en la Universidad Šanjavskij de Moscú. Comenzó a trabajar en 1916 en el estudio de Fédor Komissarjevski. 
Se hizo bolchevique, partidaria de la revolución de octubre de 1917. Según ella «quería ser un buen soldado de la revolución y cambiar la vida en esa dirección, y de hecho, afuera, la vida se transformaba, el teatro salía a la calle y la calle entraba en el teatro».
En 1918 en Orel fundó un teatro infantil proletario y trabajó como directora. Desarrolló un método de improvisación que utiliza la imaginación de los niños. 
De regreso a Letonia en 1920 se casó con Jülijs Lācis, con quien tuvo una hija a la que llamaron Dagmara. Se dedicó al Teatro de los Trabajadores en Riga, dirigiendo actores obreros sobre la base de la improvisación. Tras la presentación en una plaza de Los rostros de los siglos de Leons Paegle, fue detenida por la policía y una vez libre debió salir de Letonia.
Desde 1922 radicó en Berlín donde conoció al director austríaco Bernhard Reich, quien sería su nuevo compañero y trabajó con destacados personajes de la escena teatral y la literatura, entre ellos el autor teatral Bertolt Brecht (1898 - 1956).   
Viajó a Capri buscando que su hija se restableciera de una afección pulmonar y allí, en 1924, conoció a Walter Benjamin (1892 - 1940). Y luego, en conjunto con él, publicó en la Frankfurter Zeitung un artículo sobre Nápoles. Benjamin colaboró en la redacción del proyecto de Asja para establecer un teatro para niños proletarios. 
En 1925 Asja actuó en el Deutsches Theater en La Dama de las Camelias, bajo la dirección de Bernhard Reich. 
En 1928 fue Jefa de Departamento de Cine en la Sección Comercial de la embajada soviética en Berlín. Trabajó con el espartaquista Ernst Toller (1893 - 1939), y con Erwin Piscator (1893 - 1966), en sus viajes a la Unión Soviética. En 1931 viajó a Odesa como la asistente de dirección de Piscator en la versión cinematográfica de La Rebelión de los Pescadores de Santa Bárbara, de Anna Seghers (1900 - 1983), notable escritora comunista judía alemana. 
Hizo más conocida la obra de Bertolt Brecht y de ahí en adelante se dedicó al cine. En 1932 se matriculó en la Facultad de Escritores en el Instituto de Cine Soviético en Moscú. Al año siguiente fue nombrada como directora del teatro letón Skatuve.
Asja fue detenida por la KGB y deportada a Kazajistán donde fue obligada a permanecer internada desde 1938 hasta 1948. Luego regresó a Letonia y trabajó como directora de teatro en Valmiera. 
Durante los años 50 restableció el contacto con Brecht y Piscator y puso en escena en letón obras de Brecht. En 1956 fue readmitida en el Partido Comunista. Después de su jubilación en 1958, siguió laborando como crítica de teatro. 
En 1968 visitó Berlín con Bernhard Reich y juntos se establecieron después en Riga, donde residió hasta su fallecimiento en 1979. 
Sus memorias en ruso fueron publicadas con el título de Krasnaya Gvozdika («El clavel rojo») en 1984.
La escritora mallorquina Roser Amills ha publicado en 2017 una novela sobre Asja Lacis.

## Obras
- El Teatro Revolucionario en Alemania, Moscú 1935.
- El Clavel Rojo. Autobiografía. Riga, 1984.